# Urania (czasopismo)
Urania – miesięcznik poświęcony upowszechnianiu wiedzy astronomicznej, ukazujący się od roku 1922 do roku 1998. 

## Historia
Poprzedniczką „Uranii” był kwartalnik „Uranja” wydawany od listopada 1919 roku przez Koło Miłośników Astronomii w Warszawie, które utworzyli Stefan Kaliński, Jan Mergentaler, Stanisław Mrozowski, Felicjan Kępiński, Maksymilian Białęcki, Edward Stenz, Antoni Zygmund. 
W 1922 roku czasopismo o tej samej nazwie stało się oficjalnym wydawnictwem Polskiego Towarzystwa Miłośników Astronomii. Po reformie ortografii w 1936 r. tytuł czasopisma przyjął obecną formę „Urania”.
W roku 1998 pismo połączyło się z kwartalnikiem „Postępy Astronomii” wydawanym przez Polskie Towarzystwo Astronomiczne i jego kontynuacją jest dwumiesięcznik „Urania – Postępy Astronomii”. Archiwalne numery czasopisma dostępne są bezpłatnie w formie skanów na stronie internetowej oraz w wersji na smartfony i tablety (płatne są tylko najnowsze numery).